# Рихард Голц
Рихард Голц (на немски: Richard Golz) е германски футболен вратар, роден на 5 юни 1968 г. в Берлин. Помощник-треньор в дублиращия отбор на Хамбургер.
Дебютира в Първа Бундеслига с отбора на Хамбургер на 1 август 1987 г. и бързо успява да измести от титулярното място неубедително представящия се югославянин Младен Пралия. През сезон 1997/1998 Голц допуска няколко грешки и този път той е потърпевш при вратарската рокада - титуляр вече е Ханс-Йорг Бут. През 1998 преминава в Фрайбург, а от 2006 до 2008 е в Хановер.